# Empis tenuinervis
Empis tenuinervis är en tvåvingeart som beskrevs av Mario Bezzi 1912. Empis tenuinervis ingår i släktet Empis och familjen dansflugor.
Artens utbredningsområde är Taiwan. Inga underarter finns listade i Catalogue of Life.